# Eva Ernström
Eva Ernström (Stockholm, 1961. szeptember 2. – Stockholm, 2017. november 9.) svéd atléta, hosszútávfutó, olimpikon.

## Pályafutása
1978 és 1986 között hét svéd bajnoki címet, három-három ezüst- és bronzérmet szerzett. Részt vett az 1984-es Los Angeles-i olimpián. 3000 méteren az előfutamban kiesett.

## Személyes csúcsai
- 800 m – 2:08,77 (Kvarnsveden, 1980. augusztus 23.)
- 1 000 m – 2:55,63 (Sollentuna, 1988. július 26.)
- 1 500 m – 4:13,92 (Stockholm, 1980. július 7.)
- 2 000 m – 5:57,48 (San Diego, 1982. április 30.)
- 3 000 m – 8:51,91 (Helsinki, 1988. augusztus 4.)
- 5 000 m – 15:34,76 (Oslo, 1983. július 9.)
- 10 000 m – 32:51,59 (Oslo, 1986. július 5.)
- Félmaraton – 1:19,03 (Tokió, 1986. január 16.)
- Maraton – 2:44,40 (Tokió, 1986. január 16.)